# Notospeophonus
Notospeophonus es un  género de coleópteros adéfagos de la familia Carabidae.

## Especies
Comprende las siguientes especies:
- Notospeophonus castaneus Moore, 1962
- Notospeophonus jasperensis Moore, 1964
- Notospeophonus pallidus Moore, 1964